# Граф Кларендон
Граф Кларендон (англ. Earl of Clarendon) — англійський графський титул. Титул створювався двічі в британській історії — у 1661 і 1776 роках. Родовою резиденцією графів Кларендон є Голівелл-гаус у Свенморі (графство Гемпшир).

## Перша креація
Титул графа Кларендон (перство Англії) був створений у 1661 році для державного чиновника Едварда Гайда (1609—1674). Він був канцлером скарбниці з 1643 по 1646 роки, лордом-канцлером з 1658 по 1667 роки. Найближчий політичний радник короля Англії Карла II Стюарта, хоча пізніше він потрапив в немилість і змушений був емігрувати. Ще у 1660 році він отримав титул барона Гайда з Хіндона (графство Вілтшир), а і 1661 році титули віконта Корнбері (графство Оксфордшир) і графа Кларендона (перство Англії). Його другий син Лоуренс Гайд (1642—1711) також був політиком і отримав титул графа Рочестер у 1682 році. Дочка лорда Кларендона Леді Анна Гайд (1637—1671) вийшла заміж за майбутнього короля Англії Якова II Стюарта, ставши матір'ю королеви Марії II і королеви Анни.
У 1674 році після смерті Едварда Гайда йому успадковував старший син Генріх Гайд, 2-й граф Кларендон (1638—1709). Він був також політиком, служив лордом-хранителем Малої печатки і лордом-лейтенантом Ірландії. Його син, Едвард Гайд, 3-й граф Кларендон (1661—1723), представляв Вілтшир і Крайстчерч в Палаті громад, потім служив губернатором Нью-Йорка і Нью-Джерсі. Він одружився з Кетрін, 8-ю баронесою Кліфтон (1663—1706), але вона померла в Нью-Йорку, перш ніж стати графинею. Їх єдиний син Едвард Гайд, віконт Корнбері (1691—1713), успадкував від матері титул барона Кліфтона у 1706 році, але помер неодруженим за життя свого батька. Після смерті Едварда Гайда у 1713 році баронський титул перейшов до його молодшої сестри Феодосії Гайд (1695—1722), яка в тому ж 1713 році стала дружиною Джона Блая, 1-го графа Дарнлі (1687—1728).
У 1709 році титули успадкував Генрі Гайд, 2-й граф Рочестер (1672—1753), двоюрідний брат Генрі Гайда, 2-го графа Кларендона. Він був єдиним сином Лоуренса Гайда, 1-го графа Рочестера. Раніше він представляв Лонстон в Палаті громад, служив лордом-лейтенантом Корнуолла. Його єдиний син і спадкоємець Генрі Гайд, віконт Корнбері (1710—1753), у 1751 році отримав титул барона Гайда в Палаті лордів. Але в квітні 1753 року він помер бездітним, за вісім місяців до смерті батька. У грудні 1753 року після смерті Генрі Гайда, 4-го графа Кларендона, титули графа Кларендона і Рочестера вимерли.
Феодосії Хайд (1695—1722), яка в тому ж 1713 році стала дружиною Джона Блая, 1-го графа Дарнлі (1687—1728).
У 1709 році титули успадкував Генрі Хайд, 2-й граф Рочестер (1672—1753), двоюрідний брат Генрі Хайда, 2-го графа Кларендона. Він був єдиним сином Лоуренса Хайда, 1-го графа Рочестера. Раніше він представляв Лонстон в Палаті громад, служив лордом-лейтенантом Корнуолла . Його єдиний вижив син і спадкоємець Генрі Хайд, віконт Корнбёрі (1710—1753), в 1751 році отримав титул барона Хайда в Палаті лордів. Але в квітні 1753 року він помер бездітним, за вісім місяців до смерті батька. У грудні 1753 року після смерті Генрі Хайда, 4-го графа Кларендона, титули графа Кларендона і Рочестера вимерли.

## Друга креація
Леді Джейн Гайд (пом. 1723/1724), старша дочка 4-го графа Кларендона, стала дружиною Вільяма Капеля, 3-го графа Ессекса (1697—1743). Їхня донька леді Шарлотта Капель (пом. 1790) у 1752 році вийшла заміж за відомого дипломата і політика Томаса Вільєрса (1709—1786), другого сина Вільяма Вільєрса, 2-го графа Джерсі. Томас Вільєрс був послом Великої Британії в Австрії і Пруссії, а також займав посади генерального поштмейстера і канцлера герцогства Ланкастер. У 1748 році він отримав титул барона Прусського королівства. У 1756 році він отримав титул барона Гайда з Хіндона (графство Вілтшир), ставши пером Великої Британії. У 1776 році для нього було відроджено титул графа Кларендона (перство Великої Британії).
У 1786 році йому успадковував старший син, Томас Вільєрс, 2-й граф Кларендон (1753—1824). Він засідав у Палаті громад Великої Британії від Крайстчерча (1774—1780) і Гелстона (1781—1786). Він не був одружений, і йому успадковував його молодший брат, Джон Чарльз Вільєрс, 3-й граф Кларендон (1757—1838). Він представляв кілька округів в Палаті громад, а також обіймав посаду контролера Гаусголда (1789—1790). У нього була одна дочка, але не було синів. У 1838 році титули успадкував його племінник, Джордж Вільєрс, 4-й граф Кларендон (1800—1870), старший син Джорджа Вільєрса (1759—1827), третього сина 1-го графа Кларендона. Відомий як «Великий Лорд Кларендон». Він був видатним дипломатом і ліберальним політиком. Тричі був міністром закордонних справ Великої Британії (1853—1858, 1865—1866, 1868—1870), лордом-хранителем Малої печатки (1840—1841), канцлером герцогства Ланкастер (1840—1841, 1864—1865), президентом Торгової ради (1846—1847) і лордом-лейтенантом Ірландії (1847—1852).
У 1870 році йому успадковував другий син Едвард Гайд Вільєрс, 5-й граф Кларендон (1846—1914). На початку кар'єри він представляв Брекон в Палаті громад від ліберальної партії, але потім приєднався до консервативної партії і займав ряд посад в урядах Лорда Солсбері і Артура Бальфура. Після його смерті титули перейшли до його єдиного сина, Джорджа Вільєрса, 6-го графа Кларендона (1877—1955). Він був консервативним політиком, був капітаном Honourable Corps of Gentlemen at Arms (1922—1924, 1924—1925) і заступником державного секретаря у справах домініонів (1925—1927). З 1931 по 1937 рік — генерал-губернатор Південної Африки. Його онук, Джордж Вільєрс, 7-й граф Кларендон (1933—2009), успадкував титули діда у 1955 році. У 2008 році йому успадковував єдиний син Джордж Едвард Лоуренс Вільєрс, 8-й граф Кларендон (нар. 1976).

## Графи Кларендон, перша креація (перство Англії, 1661)
- 1661—1674: Едвард Гайд, 1-й граф Кларендон (18 лютого 1609 — 9 грудня 1674), третій син Вілтширського поміщика сера Генрі Гайда (бл. 1563—1634)
- 1674—1709: Генрі Гайд, 2-й граф Кларендон (2 червня 1638 — 31 жовтня 1709), старший син попереднього
- 1709—1723: Едвард Гайд, 3-й граф Кларендон (28 листопада 1661 — 31 березня 1723), єдиний син попереднього
  - Едвард Гайд, віконт Корнбері, 9-й барон Кліфтон (6 жовтня 1691 — 12 лютого 1713), єдиний син попереднього
- 1723—1753: Генрі Гайд, 4-й граф Кларендон, 2-й граф Рочестер (червень 1672 — 10 січня 1753), син Лоуренса Гайда, 1-го графа Рочестера, і онук Едварда Гайда, 1-го графа Кларендона.
  - Генрі Гайд, віконт Корнбері, 5-й барон Гайд (28 листопада 1710 — 28 травня 1753), син попереднього

## Графи Кларендон, друга креація (перство Великої Британії, 1776)
- 1776—1786: Томас Вільєрс, 1-й граф Кларендон (1709 — 11 грудня 1786), другий син Вільяма Вільєрса, 2-го графа Джерсі
- 1786—1824: Томас Вільєрс, 2-й граф Кларендон (25 грудня 1753 — 7 березня 1824), старший син попереднього
- 1824—1838: Джон Чарльз Вільєрс, 3-й граф Кларендон (14 листопада 1757 — 22 грудня 1838), другий син 1-го графа Кларендона
- 1838—1870: Джордж Вільям Фредерік Вільєрс, 4-й граф Кларендон (12 січня 1800 — 27 червня 1870), старший син Джорджа Вільєрса (1759—1827) і Терези Паркер, онук Томаса Вільєрса, 1-го графа Кларендона
  - Едвард Гайд Вільєрс, лорд Гайд (30 січня 1845 — 26 лютого 1846), старший син попереднього
- 1870—1914: Едвард Гайд Вільєрс, 5-й граф Кларендон (11 лютого 1846 — 2 жовтня 1914), другий син 4-го графа Кларендона
- 1914—1955: Джордж Герберт Гайд Вільєрс, 6-й граф Кларендон (7 червня 1877 — 13 січня 1955), єдиний син попереднього
  - Джордж Герберт Артур Едвард Гайд Вільєрс, лорд Гайд (6 травня 1906 — 27 квітня 1935), старший син попереднього
- 1955—2009: Джордж Фредерік Лоуренс Гайд Вільєрс, 7-й граф Кларендон (2 лютого 1933 — 4 липня 2009), син попереднього, онук 6-го графа Кларендона
- 2009 — досі: Лоуренс Едвард Джордж Вільєрс, 8-й граф Кларендон (нар. 12 лютого 1976), єдиний син попереднього